# Lemponye Tshireletso
Lemponye Tshireletso (ur. 21 września 1984 we Francistown) – botswański piłkarz grający na pozycji napastnika. Od 2016 roku jest zawodnikiem klubu Township Rollers.

## Kariera klubowa
Tshireletso jest wychowankiem klubu Motlakase Palapye. Grał w nim w sezonie 2007/2008 w drugiej lidze botswańskiej. W 2008 roku przeszedł do Botswana Defence Force XI FC. Zadebiutował w nim w pierwszej lidze botswańskiej. W 2013 roku przeszedł do Mochudi Centre Chiefs SC (dwukrotnie został z nim mistrzem kraju w sezonach 2014/2015 i 2015/2016), a w 2016 do Township Rollers. W sezonach 2016/2017, 2017/2018 i 2018/2019 trzykrotnie z rzędu wywalczył z nim mistrzostwo Botswany.

## Kariera reprezentacyjna
W reprezentacji Botswany Tshireletso zadebiutował 21 marca 2009 roku w zremisowanym 0:0 towarzyskim meczu z Namibią. W 2012 roku został powołany do kadry na Puchar Narodów Afryki 2012. W kadrze narodowej od 2009 do 2020 wystąpił 61 razy i strzelił 10 goli.